# Terrorisme en 1972
Au cours de l'année 1972, les tensions en Irlande du Nord font quatre cent quatre-vingt-dix-sept morts, dont deux cent cinquante-neuf civils.

## Événements

### Janvier
- 26 janvier 1972, Yougoslavie : un attentat contre le vol JAT 367 fait vingt-sept morts. Seule Vesna Vulović survit, et entre dans le livre Guinness des records pour avoir réalisé la plus haute chute sans parachute : 10 160 mètres. La thèse de l'attentat est toutefois remise en cause, et l'armée de l'air tchécoslovaque est soupçonnée d'avoir abattu l'avion[2].

### Mai
- 11 mai, Allemagne de l'Ouest : un triple attentat à la bombe au QG militaire américain de Francfort, revendiqué par la Fraction armée rouge, fait un mort et treize blessés[3],[4]
- 24 mai, Allemagne de l'Ouest : deux voitures piégées explosent au QG militaire américain d'Heidelberg par la Fraction armée rouge faisant trois morts et six blessés[3],[5].
- 30 mai, Israël : l'attaque de l'aéroport de Lod par des membres de l'Armée rouge japonaise fait vingt-six morts et quatre-vingt blessés[6]

### Juillet
- 21 juillet, Irlande du Nord : en réponse au Bloody Sunday, l'IRA provisoire fait exploser vingt-deux bombes à Belfast, faisant neuf morts et plus de cent trente blessés. C'est le Bloody Friday[1],[7].
- 31 juillet, Irlande du Nord : trois bombes explosent à Claudy (en), faisant neuf morts et trente blessés. Bien que jamais revendiquée, cette série d'attentats est attribuée à l'IRA provisoire[1].

### Septembre
- 5 septembre : Allemagne de l'Ouest : la prise d'otages des Jeux olympiques de Munich par l'organisation palestinienne Septembre noir, se solde par la mort de douze personnes : onze athlètes israéliens, et un policier ouest-allemand[8],[9],[10].

### Novembre
- 26 novembre, Irlande : une bombe explose à Dublin, dans le quartier de Burgh Quay, faisant quarante blessés mais aucun mort[réf. souhaitée].

### Décembre
- 1er décembre, Irlande : deux bombes explosent à Dublin, la première à Eden Quay et la seconde à Sackville Place, tuant deux personnes[réf. souhaitée].